# ジョン・ネルソン (指揮者)
ジョン・ウィルトン・ネルソン（John Wilton Nelson, 1941年12月6日 - 2025年3月31日）は、アメリカ合衆国の指揮者である。

## 経歴
コスタリカのサンホセにおいてアメリカ人の両親の許に生まれる。イリノイ州フィートン・カレッジに学んだ後、ジュリアード音楽院でジャン・モレルに師事。
1976年から1987年までインディアナポリス交響楽団の音楽監督に就任し、この間にエレン・ターフィ・ツウィリッヒ作品集とチャールズ・マーティン・レフラー作品集の2つの商業録音をニューワールド・レーベルに残した。セントルイス歌劇場では、1985年から1988年まで音楽監督を、1988年から1991年まで首席指揮者を務めた。1983年から1990年まではニューヨーク州カトナーのカラマー国際音楽祭でも音楽監督に就任している。1998年9月にパリ室内管弦楽団の音楽監督に就任するが、2007年3月に、2007年から2008年の定期が終わると退任することを宣言した。
ロマン派音楽やバロック音楽の優れた解釈でとりわけ名高く、とりわけベルリオーズの歌劇を得意としている。世界各地のほとんどすべての大都市に定期的に客演しており、たとえばニューヨーク・フィルハーモニー管弦楽団やフィラデルフィア管弦楽団、ボストン交響楽団、シカゴ交響楽団、ピッツバーグ交響楽団、サンフランシスコ交響楽団、クリーヴランド管弦楽団、ロンドン交響楽団、ドレスデン・シュターツカペレ、ライプツィヒ・ゲヴァントハウス管弦楽団、シュトゥットガルト放送交響楽団、パリ管弦楽団、ロッテルダム・フィルハーモニー管弦楽団、オスロ・フィルハーモニー管弦楽団、王立ストックホルム・フィルハーモニー管弦楽団と共演してきた。
合唱曲にも興味を持ち、古典的な宗教曲の普及という目標を掲げて、合唱指揮者としての活動にも取り組んでいる。アニータ夫人とパリ在住。
2025年3月31日に死去。83歳没。